# Rafael Albisu
Rafael Albisu Ezenarro (San Sebastián, 1931-Bilbao, 27 de octubre de 2012) fue uno de los fundadores de Euskadi Ta Askatasuna (ETA). Anteriormente, en 1952, también participó en la creación de Ekin.

## Biografía
En 1952 fundó Ekin junto con Julen Madariaga, Manu Agirre, Iñaki Gaintzarain y Txillardegi, y en 1958 participó en el nacimiento de la organización Euskadi Ta Askatasuna (ETA).
Fue detenido por su implicación en la acción de Añorga de 1961, considerada el primer atentado de ETA. Se produjo el 18 de julio de 1961 y consistió en el intento fallido de descarrilamiento de un tren que era ocupado por voluntarios franquistas que se dirigían a San Sebastián para celebrar el día de la fiesta nacional. Como resultado de las investigaciones policiales, fue detenido y llevado a consejo de guerra.

## Familia
Rafa Albisu tuvo cuatro hijos. El mayor fue Mikel Albisu, miembro de ETA conocido como Mikel Antza por el seudónimo con el que firmaba sus colaboraciones literarias.